# Heartbreak Station
Heartbreak Station ist der Titel des 1990 erschienenen dritten Studioalbums der US-amerikanischen Rockband Cinderella. Es ist das letzte Album, an dessen Entstehung Schlagzeuger Fred Coury beteiligt war.

## Hintergrund
Das Cinderella-Album Long Cold Winter hatte 1988 in den USA die Top Ten der Billboard Charts erreicht und es in Deutschland bis auf Platz 24 geschafft. Das Album war noch im Jahr seines Erscheinens in den USA zweifach mit Platin ausgezeichnet worden.
Für die Aufnahme von Heartbreak Station schrieb Gitarrist und Sänger Tom Keifer sämtliche Lieder, Bassist Eric Brittingham beteiligte sich nur am Titel The More Things Change. Die Mehrzahl aller verwendeten Instrumente spielte ebenfalls Tom Keifer ein, dies waren unter anderem Resonatorgitarre, akustische und elektrische Slide-Gitarre, Mandoline und Mandoloncello, Hawaiigitarre, und Klavier. Zudem wurde die Gruppe von den Gastmusikern Bobby Schumann (Gitarre), J. Harman (Schlagzeug), Jay Davidson (Saxofon), Memphis Horns, Brian O’Neill und Ken Hensley (Orgel, Klavier), Rick Criniti (Keyboards), Jay Levin (Pedal-Steel-Gitarre), und Bashiri Johnson (Percussion) unterstützt. Die Streicher-Arrangements für das Lied Heartbreak Station übernahm John Paul Jones (Led Zeppelin).
Das Album wurde am 20. November 1990 veröffentlicht, als Singles wurden die Lieder Heartbreak Station und Shelter Me ausgekoppelt.
Während der Tournee zu diesem Album erlitt Sänger Tom Keifer eine neurologisch bedingte Lähmung (Parese) der Kehlkopfmuskulatur. Die Tour musste abgebrochen werden, die Aufnahmen für das Nachfolgealbum Still Climbing verzögerten sich bis 1994.

## Titelliste
| Nr.          | Titel                    | Autor(en)                    | Länge |
| ------------ | ------------------------ | ---------------------------- | ----- |
| 1.           | The More Things Change   | Tom Keifer, Eric Brittingham | 4:21  |
| 2.           | Love’s Got Me Doin’ Time | Tom Keifer                   | 5:20  |
| 3.           | Shelter Me               | Tom Keifer                   | 4:50  |
| 4.           | Heartbreak Station       | Tom Keifer                   | 4:27  |
| 5.           | Sick for the Cure        | Tom Keifer                   | 3:39  |
| 6.           | One for Rock & Roll      | Tom Keifer                   | 4:28  |
| 7.           | Dead Man’s Road          | Tom Keifer                   | 6:38  |
| 8.           | Make Your Own Way        | Tom Keifer                   | 4:17  |
| 9.           | Electric Love            | Tom Keifer                   | 5:24  |
| 10.          | Love Gone Bad            | Tom Keifer                   | 4:23  |
| 11.          | Winds of Change          | Tom Keifer                   | 5:35  |
| Gesamtlänge: | Gesamtlänge:             | Gesamtlänge:                 | 53:22 |

## Rezeption
Heartbreak Station erreichte in den USA Platz 19 der Charts und wurde am 28. Januar 1991 mit einer Goldenen Schallplatte ausgezeichnet. Am 26. Februar 1991 erreichte es Platinstatus (1.000.000 verkaufte Einheiten). In Großbritannien erreichte das Album Platz 36, in Deutschland Platz 34 der jeweiligen Charts.
Thomas Kupfer schrieb für Rock Hard, bereits bei Long Cold Winter habe die Band angedeutet „verstärkt auf Rhythm & Blues-Einflüsse“ setzen zu wollen. Diese Entwicklung habe sich bei Heartbreak Station fortgesetzt, allerdings habe die Band dabei „die Spontanität früherer Tage vermissen“ lassen. Dennoch sei das Album „atmosphärischer als die Vorgänger-Alben“ ausgefallen. Die „Mega-Ballade“ Heartbreak Station oder „das eher verhalten beginnende“ Shelter Me wurden als Beispiele dafür angeführt. Trotzdem fehle der LP „der entscheidende Kick,“ was daran liegen könne, dass man sich „als Mitteleuropäer mit typisch amerikanischen Musikrichtungen wie Soul, Country und Rhythm & Blues erfahrungsgemäß recht schwer“ tue. Kupfer vergab sieben Punkte.
Im Metal Hammer wurde Heartbreak Station zum Album des Monats gekürt und erhielt im Redaktions-Soundcheck 5,8 von 7 möglichen Punkten. Markus Ott vergab die Höchstnote, laut ihm "besticht dieses Album durch seine Vielseitigkeit": "Nachdem Cinderella mit Long Cold Winter ein wenig in die bluesige Ecke abgdriftet waren, geht's diesmal in Richtung Country & Western, wofür One For Rock & Roll und der Einsatz einer Maultrommel bei der ersten Single-Auskopplung Shelter Me als beste Beispiele stehen." Ferner identifizierte Ott "funky Einflüsse" bei Love's Got Me Doin’ Time und bilanzierte: "Tom Keifers Stimme klingt mal unheimlich aggressiv (The More Things Change oder Love's Gone Bad), dann wieder einschmeichelnd sanft (Heartbreak Station). Überhaupt ist der Titelsong eine Killerballade, wie's bislang nur wenige zu hören gab. Die Kombination aus Keifers Stimme, LaBars akustischer Gitarre und dem vom ehemaligen Uriah Heep-Keyboard-Tornado Ken Hensley gespielten Piano jagt einem die Schauer gleich reihenweise über den Rücken."